# Судомора Охрім Іванович
Охрі́м Іва́нович Судомо́ра (19 березня 1889, Бориспіль — 13 жовтня 1968, Київ, УРСР, СРСР) — український радянський графік, плакатист та ілюстратор.

## Біографія
Народився 19 березня 1889 року в місті Борисполі (тепер Київська область, Україна). У 1904—1907 роках вчився в іконописній майстерні Києво-Печерської Лаври у класі Івана Їжакевича і у 1907—1913 роках в Київському художньому училищі.
З 1913 року працював у книжковій графіці, ілюстрував дитячі книжки для київських (пізніше віденських і празьких) видавництв «Час», «Дніпросоюз», «Дзвін», «Вернигора»; у 1913—1914 роках оформлював журнал «Сяйво» і численні дитячі казки (серед інших «Війна грибів з жуками», 1919). У 1917–1918 рр., після закриття більшості літературних
та художніх видань О. Судомора співпрацював як карикатурист з періодичними виданнями гумористичного спрямування “Будяк” та“Гедзь”
під псевдонімом «Дід Охр». З 1924 року працював у харківських і київських видавництвах «Шлях освіти», «Книгоспілка», «Радянське село» (1924—1934), «Радянська Школа» (1935—1941), журналах «Жовтень» і «Піонерія».
1941—1943 роках працював у видавництві газети «Нове українське слово», яка виходила під час окупації в Харкові. 1943 року переїхав до Львова й у виданнях Українського Видавництва ілюстрував журнал «Малі Друзі» і дитячі казки. У 1945—1948 працював у Харківському обласному книжково-газетному видавництві, згодом у Сільгоспвидаві УРСР та «Радянській Школі» тощо. У 1949 році художника засудили на 25 років за малюнок Йосипа Сталіна із закривавленими руками. Був амністований у 1955 році.
За одною з версій художника було розстріляно співробітниками НКВС в місці відбуття ув'язнення. Проте, за інформацією онука Олега, Охрім Іванович з 1955 року проживав з дружиною П. Є. Судоморою, сином Юрієм та дочкою Катериною в Києві в будинку на провулку Воздвиженському. Помер 1968 року і похований на Печерському (Звіринецькому) кладовищі.

## Творчість
Оформлював видання Боріса Грінченка, Тараса Шевченка, Леоніда Глібова, Остапа Вишні, українські народні казки:
- «Сам собі пан» Бориса Грінченка (1924);
- «Кобзар» Тараса Шевченка (1927);
- «Сійся, родися, жито, пшениця» Остапа Вишні (1929);
- «Байки» Леоніда Глібова (1944).

Автор ілюстрацій до творів Олександра Пушкіна, Наталі Забіли, до українських народних казок («Кирило Кожум'яка»).
Виконав низку плакатів, зокрема «Гей сюди, дівчата живо…!» (початок 1920-х).
Найвідоміші роботи митця — ілюстрації до книжок «Війна грибів з жуками» (1919) і «Прибадашка» (1920).
Автор фірмових знаків видавництва «День» та «Сяйво».
За малюнками Судомори видані оригінальні листівки: «Могила Т. Шевченка», «Земні блага», «Лисичка-сестричка та півник».
О. І. Судомора належить до ряду тих діячів мистецтва, які, за словами мистецтвознавця Володимира Петрашика, «творячи прекрасне – творив вічне».